# Courdemanche (Eure)
Courdemanche è un comune francese di 557 abitanti situato nel dipartimento dell'Eure nella regione della Normandia.

## Società

### Evoluzione demografica
Abitanti censiti